# Eugenia gongylocarpa
Eugenia gongylocarpa är en myrtenväxtart som beskrevs av Maria Lucia Kawasaki och B.K.Holst. Eugenia gongylocarpa ingår i släktet Eugenia och familjen myrtenväxter. Inga underarter finns listade i Catalogue of Life.